# Wesley Crusher
Wesley Crusher is een personage uit de sciencefictionfilm- en televisieserie Star Trek: The Next Generation. De rol wordt gespeeld door acteur Wil Wheaton.

## Biografie
Wesley Crusher is de zoon van Beverly Crusher, de arts aan boord van de USS Enterprise NCC-1701D. Kapitein Jean-Luc Picard ziet in het begin niets in Wesley omdat hij kinderen maar irritant vindt. Maar wanneer blijkt dat Wesley erg intelligent is en geen "lastig kind", verandert Picard van mening en geeft hij Wesley toegang tot de brug. Later wordt Wesley zelfs gepromoveerd tot cadet. De beste vriend van Wesley aan boord van de Enterprise is Data.  
Dankzij de steun van kapitein Picard kan Wesley uiteindelijk naar de Starfleet Academie gaan, maar zijn opleiding wordt een mislukking door een schandaal waarbij hij medeverantwoordelijk is voor de ongelukkige dood van een andere cadet. Crusher verlaat de academie en wordt gerekruteerd door een Reiziger, een wezen die de tijdlijn beschermt tegen totale vernietiging. (Star Trek: Picard, seizoen 2, aflevering 10) 